# 古代守
古代 守（こだい まもる）は、アニメ「宇宙戦艦ヤマトシリーズ」の登場人物。声優は広川太一郎、『宇宙戦艦ヤマト2199』では宮本充、実写映画版『SPACE BATTLESHIP ヤマト』での俳優は堤真一。

## キャラクター概要
古代進の兄。2171年生まれ。第1作『宇宙戦艦ヤマト』では、沖田十三率いる地球艦隊所属のミサイル艦「ゆきかぜ」艦長。『ヤマトよ永遠に』では地球防衛軍の司令部付き参謀。真田志郎とは同期で親友。

## 劇中での登場
宇宙戦艦ヤマト
第1話から登場。冥王星宙域での会戦で、護衛隊長としてミサイル艦に搭乗している。艦隊司令である沖田十三の撤退命令を、「死んでいった者に顔向けできない」と拒否し、ガミラス艦隊に特攻をかける。その際、「明日のために今日の屈辱に耐えるのが男だ」と言う沖田に対し、「一つでも多くの敵を倒して死んでいくのが男だ」との思いを語っている。その後、ガミラスの捕虜になるが、途中収容された艦が事故に遭い、イスカンダルの女王スターシャに救助される。怪我と宇宙病で瀕死の状態だったが、イスカンダルの医療技術によって回復する。ヤマトに同乗して地球へ帰還する予定だったが、スターシャの愛の告白を受け、彼女と共にイスカンダルに残る。
劇場版
1977年に公開されたテレビ版再編集の劇場版アニメ映画『宇宙戦艦ヤマト』ではスターシャは死亡している設定であり、古代守がスターシャに助けられてイスカンダル星で生きていたという部分はカットされている。このバージョンは「スターシャ死亡編」と呼ばれる。翌1978年に劇場版がテレビ放映される際にはスターシャと古代守が生存している「スターシャ生存編」が放送された。1999年発売のDVD（バンダイビジュアル、BCBA-0250）以降のメディアでは、「死亡編」「生存編」の両方が収録されており、メニューから選択して視聴することができる。

宇宙戦艦ヤマト 新たなる旅立ち
スターシャと結婚し、長女サーシャをもうけている。妻子と共にイスカンダルから脱出しようとするが、スターシャは自らの意思でイスカンダルとともに自爆し、守とサーシャだけがヤマトに収容される。
ヤマトよ永遠に
前作でイスカンダルから地球へ帰還した後、サーシャを真田へ預けて自身は地上任務に就いていたが、暗黒星団帝国に地球を占領された際に負傷し、捕虜となる。その後、地球防衛軍長官の藤堂平九郎を逃がそうと処刑される直前に自爆し、死亡する。
娘がメインヒロインの1人として活躍する一方、守は序盤で早々に退場する（担当声優の広川太一郎曰く「チョイ役」）うえ、ストーリーへの影響度もそこまで大きくない。また、死亡までの展開が唐突かつ強引で、広川からは苦言を呈されている。
宇宙戦艦ヤマトIII
本人は登場しないが、第20話で惑星ファンタムへ降り立った真田志郎の前に、スターシャと共に幻影として登場するシーンがある。

## リメイクアニメ
『宇宙戦艦ヤマト』（以降、「旧作」）のリメイク作品である本作では磯風型突撃宇宙駆逐艦「ユキカゼ」艦長であり、階級は三佐（三等宙佐）、年齢は28歳となっている。リデザイン担当は結城信輝。
ヤマトの戦術長候補だったという設定が追加されており、弟の進が守の代わりを務めるという形になっている。また、第二次火星沖海戦には新米の砲雷長として参加していたという設定も追加されている。
性格面は、詩をたしなむ描写が追加されている。また、『2199』第17話では進から「どんな状況でも、どんな理不尽な命令だったとしても、やると決めたらやり抜く男」と評されている。
旧作同様、真田志郎とは同期で親友であり、真田が持っている中原中也の詩集も、本来は守の所持品である。また、真田の部下である新見薫とも宇宙防衛大学時代からの友人であり、メ号作戦直前まで恋人同士であったという設定が追加されている。
その他の基本設定も旧作とほぼ同一だが、後述の通り本作では旧作とは結末がまったく異なる。

### 劇中での登場（リメイクアニメ）
宇宙戦艦ヤマト2199
第1話で初登場。「メ号作戦」からの撤退時に旗艦「キリシマ」から敵の目をそらすべく、沖田の命令を無視して敵艦隊の中に突撃し、消息を絶つ。なお、旧作の同シーンでは他のゆきかぜ乗員の心情が一切語られず、守の信念に巻き込まれたかのようになってしまっていたため、本作では副長の石津をはじめとする乗員一同が歌という形で間接的に守の決意へ同意を示す描写が加えられている。その後、第4話で土星の衛星エンケラドゥスに不時着したユキカゼが発見されるが、守の遺体は発見されなかった。
第24話で、他の生存者とともにガミラスの捕虜として本星へ移送される途中に艦が故障してイスカンダルに不時着し、唯一生存するも瀕死の状態でスターシャの看病の甲斐もなく、ヤマトと進へのメッセージを残して死亡したという顛末が明かされる。イスカンダルの発達した科学力によってその記憶は保存され、光の玉となる。その後、守はコスモリバースシステムを起動させる「核」となり、さらにはシステムを組み込まれたヤマトそのものに同化したため、最終話で守は艦内の各所に現れる幽霊として目撃されるようになる。森雪の死に悲涙を流す進の姿を見て沖田に「艦をお返しします」と発言し、システムを起動して雪を蘇生させる。まもなく、消滅し始めた守の代わりに「核」となった沖田によってシステムが再起動すると、守は真田と新見に別れを告げて完全に消滅する。
宇宙戦艦ヤマト2199 星巡る方舟
本人は進の回想における『2199』第24話からの流用映像の中に登場するのみで、セリフもない。守の残した「異星人とも理解しあえる」という言葉が進の中に強く根付いており、のちの進とフォムト・バーガーの和解のきっかけとなる。
宇宙戦艦ヤマト2202 愛の戦士たち
第10話・第14話・第25話で、テレサによる幻影として登場する。本作のテレサによる幻影は本物の死者の魂を利用していることが示唆されており、第10話の脚本では真田がそのことを考察し、幻影の守に対して本物なのかそれとも自身の記憶から作られた偽者なのかと問いかけ、「その（本物と作り物の）違いを証明できないことをお前は知っている」という風に返答されて感極まるというシーンが存在していた。

## SPACE BATTLESHIP ヤマト
冒頭の火星星域戦において、沖田艦を逃がすために「ゆきかぜ」で盾となる。アニメ1作目と異なり戦死しており、イスカンダルでの再登場はない。

## PSゲームシリーズ
第1作を原作とするPS版『宇宙戦艦ヤマト 遥かなる星イスカンダル』ではテレビアニメ版とほぼ同じ扱いであるが、『新たなる旅立ち』と『永遠に』を原作とするPS2版『宇宙戦艦ヤマト イスカンダルへの追憶』『宇宙戦艦ヤマト 暗黒星団帝国の逆襲』『宇宙戦艦ヤマト 二重銀河の崩壊』の「暗黒星団帝国三部作」では、設定が大幅に変更されている。
この三部作ではイスカンダル星を自爆させる展開はなく、スターシアも健在である。しかし、不安定になったイスカンダル星ではサーシアを育てることができないというスターシアの言葉に、やむなく彼女と別れてサーシアを連れ、地球に帰還することになる。その後、サーシアを真田志郎に預け、原作とは異なり地球防衛軍本部勤務ではなく、同軍第七艦隊旗艦「しゅんらん」の副長を務めることになる。やがて、第七艦隊と共にテスト航海を行っていた際に暗黒星団帝国艦隊からの襲撃を受けるが、救援に駆けつけたヤマトに助けられる。その後、暗黒星団帝国による地球占領を知った守は進や真田の推薦もありヤマト艦長に就任、暗黒星団帝国との戦いの指揮を執ることになる。この戦いの後、守はサーシアや親友の大山歳郎と共に、イスカンダルへ帰っていく（攻略手順によっては原作通りサーシアが死亡するため、歳郎と2人だけで帰っていく場合もある）。
なお、同三部作では外見が大幅にアレンジされている。髪が伸びてボサボサの状態で、キャプテンハーロックに近い雰囲気となっており、PS版『宇宙戦艦ヤマト 英雄の軌跡』の映像特典である制作途上のラフ設定画では「ハーロック1歩手前（にしたい）」とまで書かれている。さらに劇中で最終決戦時に負傷して顔面に傷跡が残ったため、眼帯が無いことを除けばハーロックと瓜二つにまで近づいた。

## 「キャプテンハーロック」としてのキャラクター設定
元々『宇宙戦艦ヤマト』第1作では行方不明になった後、キャプテンハーロックとして再登場する構想があり、設定画も描かれていた。そこでは眼帯を着けて頬に傷があり、長髪という松本零士の『宇宙海賊キャプテンハーロック』などに宇宙海賊として登場する容姿に近い。番組宣伝パンフレットにハーロックは掲載されており、キー局であるよみうりテレビが地元の讀賣新聞大阪版に掲載した放送開始時の番宣広告にも登場した。
松本による通称「松本メモ」では第6話からハーロックとして登場し、第7話では病の沖田十三を回復させる医薬品を提供する。その後、全39話のプロット段階では海賊船ファントム号に乗り、第12話から第15話にかけて登場する予定だったが、各話のストーリー構成の段階になってカットされた。「松本メモ」の初期の人物設定では、ヤマトの艦長の名前として考えられていたのが古代守であり、戦闘班リーダーの名前は万野進とされていた。
『ロマンアルバムエクセレント53 宇宙戦艦ヤマト PERFECT MANUAL 1』の解説によれば、ハーロックとしての活躍がなくなっても、第25話にイスカンダル星で保護されていた形で登場する守の容姿には、当初はハーロックとしての設定がそのまま使われる予定だった。しかし、第25話の制作直前になって長髪に眼帯、顔面の傷の設定を修正してイスカンダル星での容姿にしたという。衣装についても、ハーロックのものの裾を伸ばしたと設定されている。
アニメでは未登場に終わったが、その初期設定を使用しているコミカライズ・ノベライズといった派生作品では登場している。
第1作の放送と同時期に『冒険王』に連載された松本の漫画では、「キャプテンハーロック」と名乗る謎の人物が登場してヤマトの窮地を救う。この人物はデスシャドウ号と似た宇宙戦艦を操っているが、容姿は全身をマントで覆った完全なロボットに近いサイボーグであり、部下たちもすべてロボットである。劇中では正体を守と推測されるが、古代進と対面しても本人が名乗ることはなかった。ヤマトがイスカンダルを出発した後、スターシャの乗った宇宙船とともに外宇宙へ旅立っていく。
同じく同時期に書き下ろされた藤川桂介作、ひおあきら画の漫画版でも、やはり宇宙海賊のキャプテンハーロックとして登場し、たびたびヤマトの危機を救う。アニメ版のドメルにあたる将軍ロメルを一騎討ちで仕留め、最後の戦闘でデスラーを葬るという活躍を見せる。松本版とは違い、顔に傷と眼帯をした素顔を見せており、最後には守だと名乗っている。放射能によって余命が長くないことを告げ、人間である部下たちと同じく地球へは帰還しなかった。ハーロックの乗る艦に特に名称はついていない。松本の『宇宙戦艦ヤマト』関連の裁判後は、「本作品中に登場するキャプテンハーロックは、松本零士著作物『宇宙海賊キャプテンハーロック』からの特別友情出演です」との断り書きが巻末につくようになった（なお、同作は『ヤマト』よりも後発の作品である）。
豊田有恒原案の石津嵐による小説版では、ファントム号に乗って登場するキャプテンハーロックとして登場。守は沖田の実子であり、子供のいない古代家に養子に出されたという設定ゆえ、進とは非血縁者である。その後、古代夫妻に実子である進が誕生したが、事実を隠されていたことから進は最後まで事実を知ることはなかった。